# Ulriksberg
Ulriksberg är en by i Säfsnäs socken, Ludvika kommun, belägen vid Hyttsjön 45 km väster om Ludvika och 15 km öster om Fredriksberg. Ulriksberg var på 1700- och 1800-talen ett betydande järnbruk. År 2006 fanns 16 bofasta hushåll med 30 personer i byn, resterande är fritidshus.

## Ulriksbergs hytta

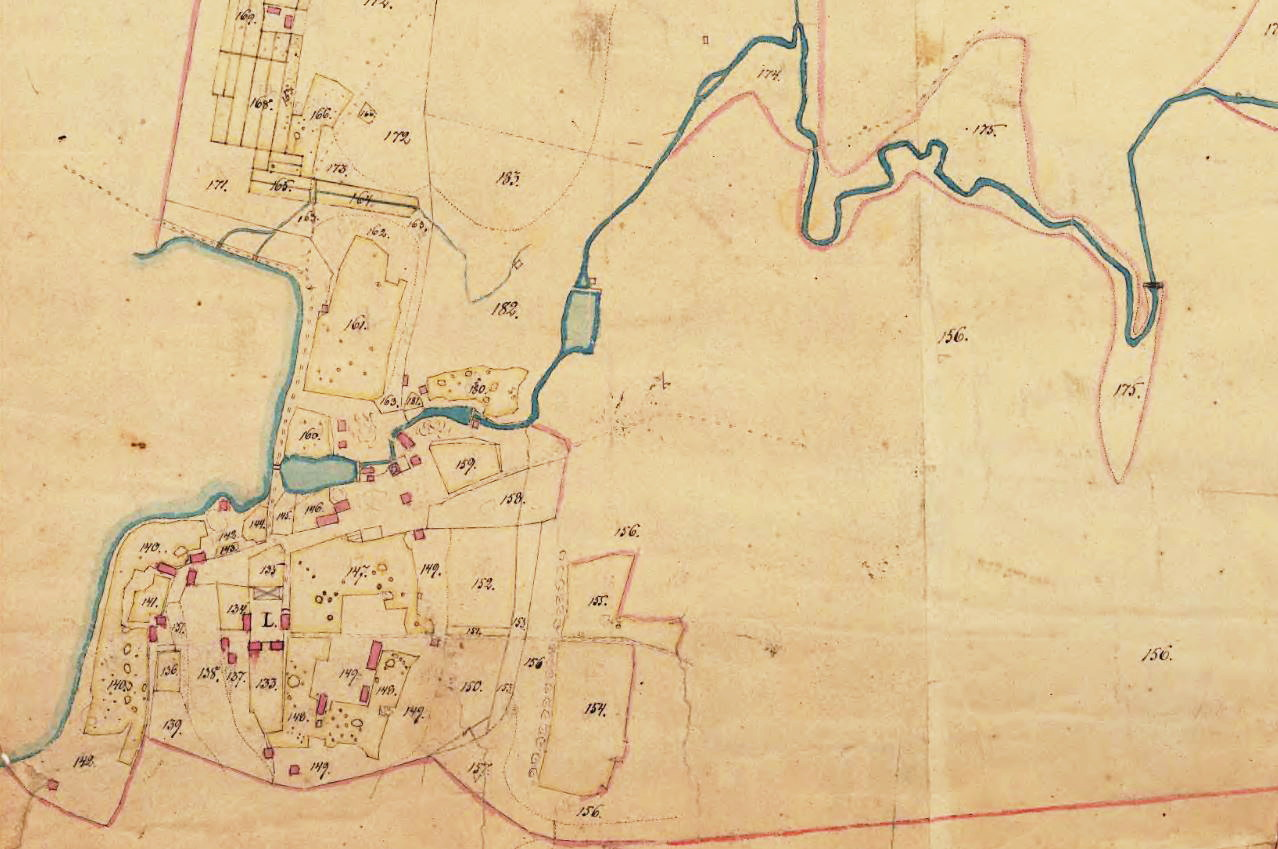
Ulriksberg 1821.

Byns historik präglades under cirka 140 år av en betydande hyttverksamhet. År 1735 fick industrimannen och brukspatronen Sebastian Grave tillstånd att låta anlägga Ulriksbergs hytta. Den närbelägna Hyttsjön (även kallad Älgtjärn) gav den nödvändiga energin att driva masugn, såg och kvarn. Vattentillgången var god. Den första masugnen uppfördes 1736 och 1781 producerades 2 744 skeppspund (motsvarande 535 ton) järn i form av tackjärn, vilket gjorde Ulriksbergs hytta till en av Sveriges största järnproducenter. År 1847 anlades en ny mulltimmerhytta. Tackjärnet transporterades till Fredriksberg för vidareförädling (huvudsakligen stångjärn). 
Till anläggningen i Ulriksberg hörde bland annat järnbod med våg, klensmedja, två kolhus, två redskapsbodar, två bruksmagasinsbodar och ett laboratorium (kallat ”Labbe”) som byggdes 1750 och finns fortfarande kvar. Labbet är idag byns äldsta bevarade byggnad (numera fritidshus). År 1768 byggdes en ny bruksherrgård, den revs omkring 1890. 
Under 1800-talets senare hälft upplevde Ulriksberg sin storhetstid med flest boende. År 1876 upphörde hyttdriften på grund av de långa transporterna på dåliga vägar. På platsen uppfördes ett sågverk som var igång ända fram till 1935. Under 1950-talet lät Hellefors Bruks AB bygga arbetarbostäder. 1961 tillkom byns bygdegård vid Hyttsjön.

## Bilder, Ulriksbergs hytta och såg

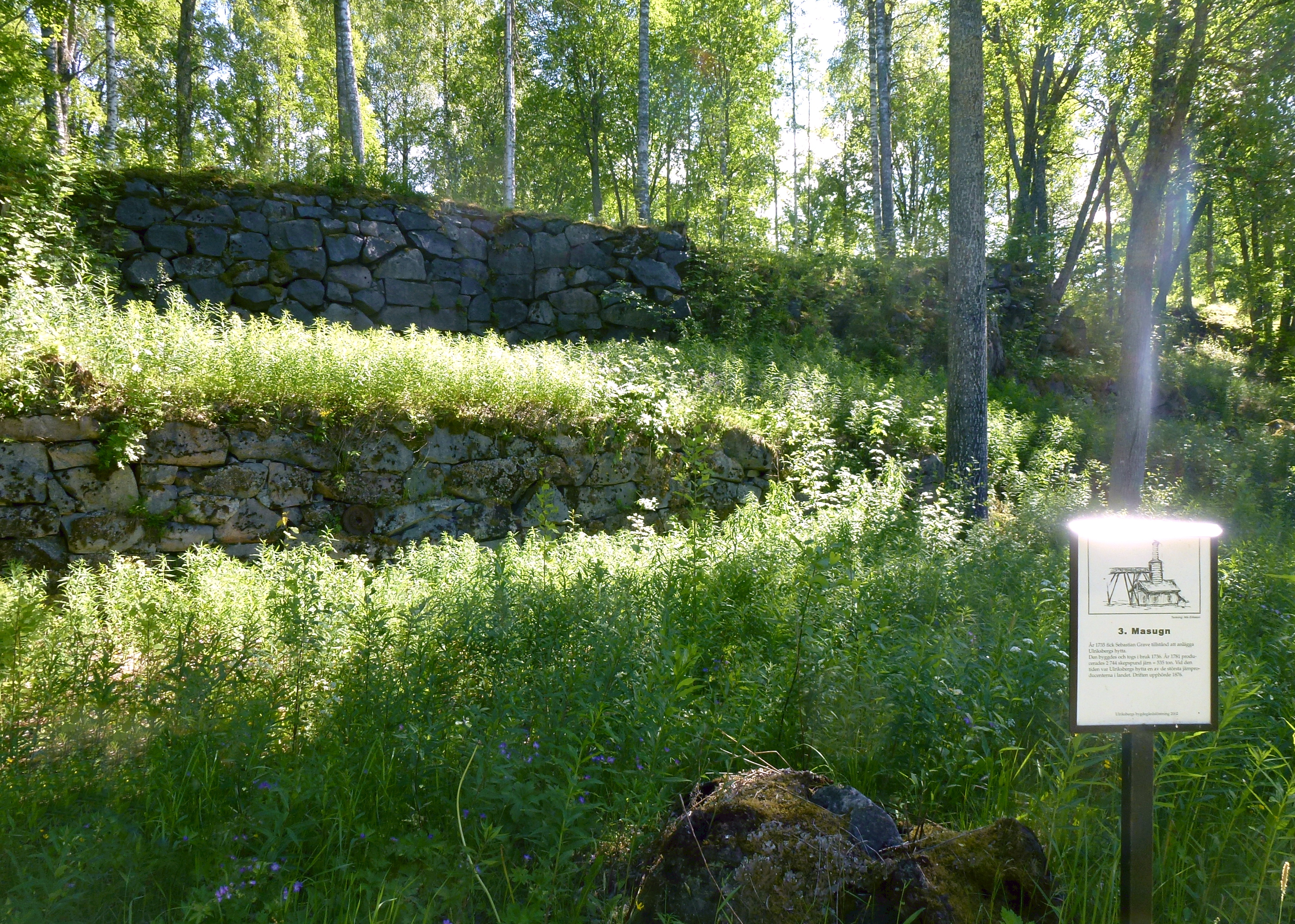
Platsen för brukets masugn
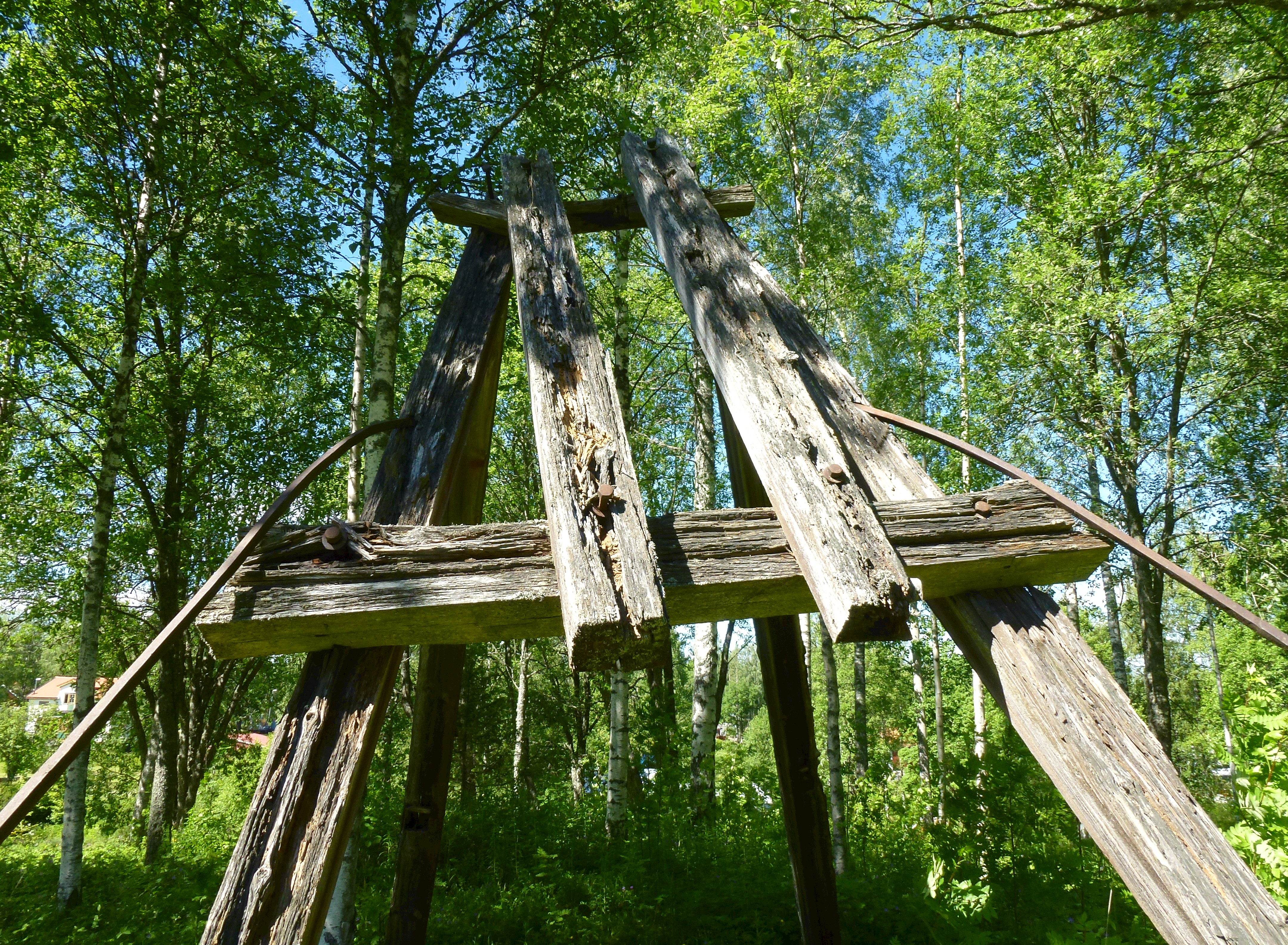
Rester av spelbocken
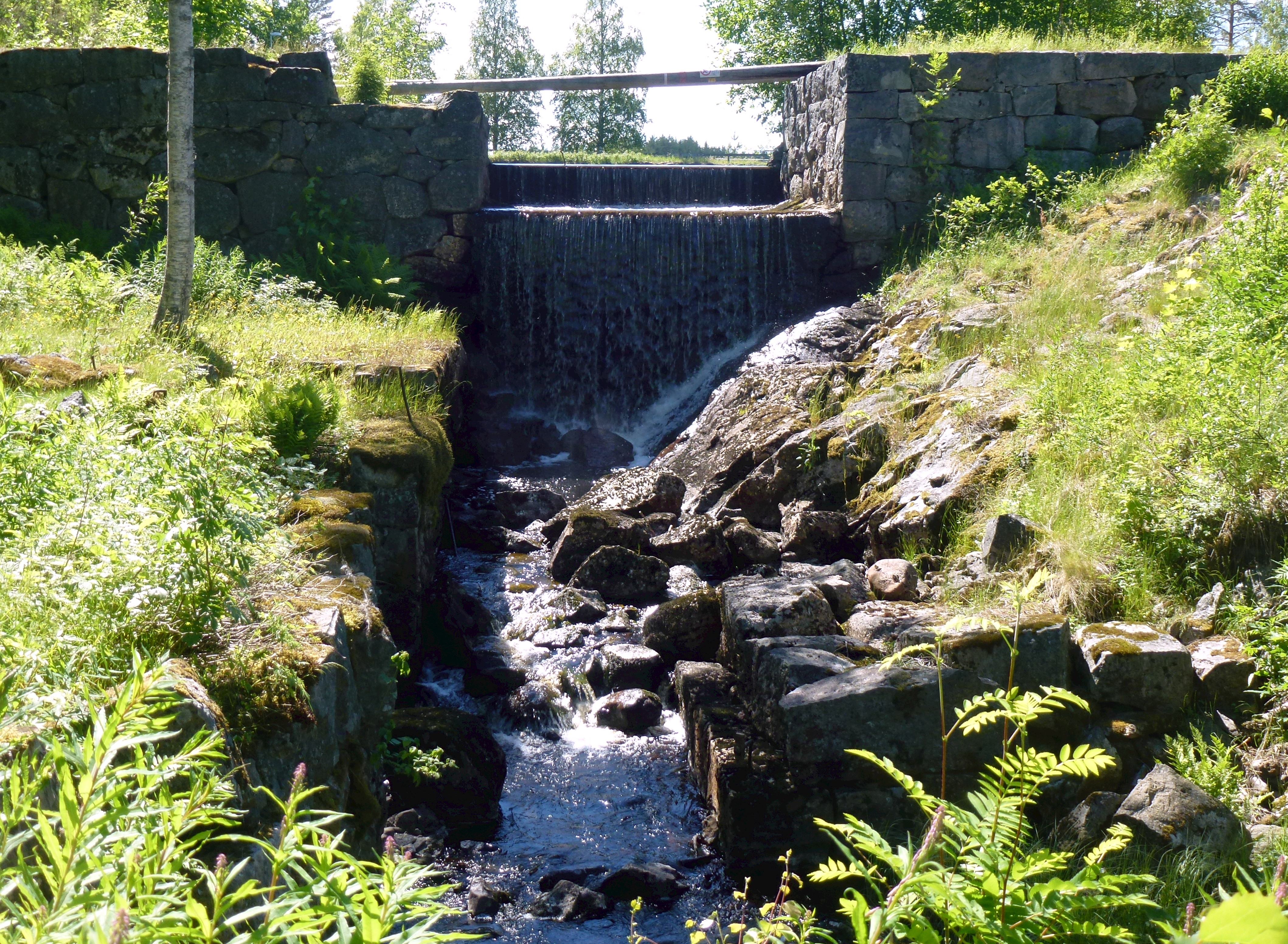
Platsen för sågen
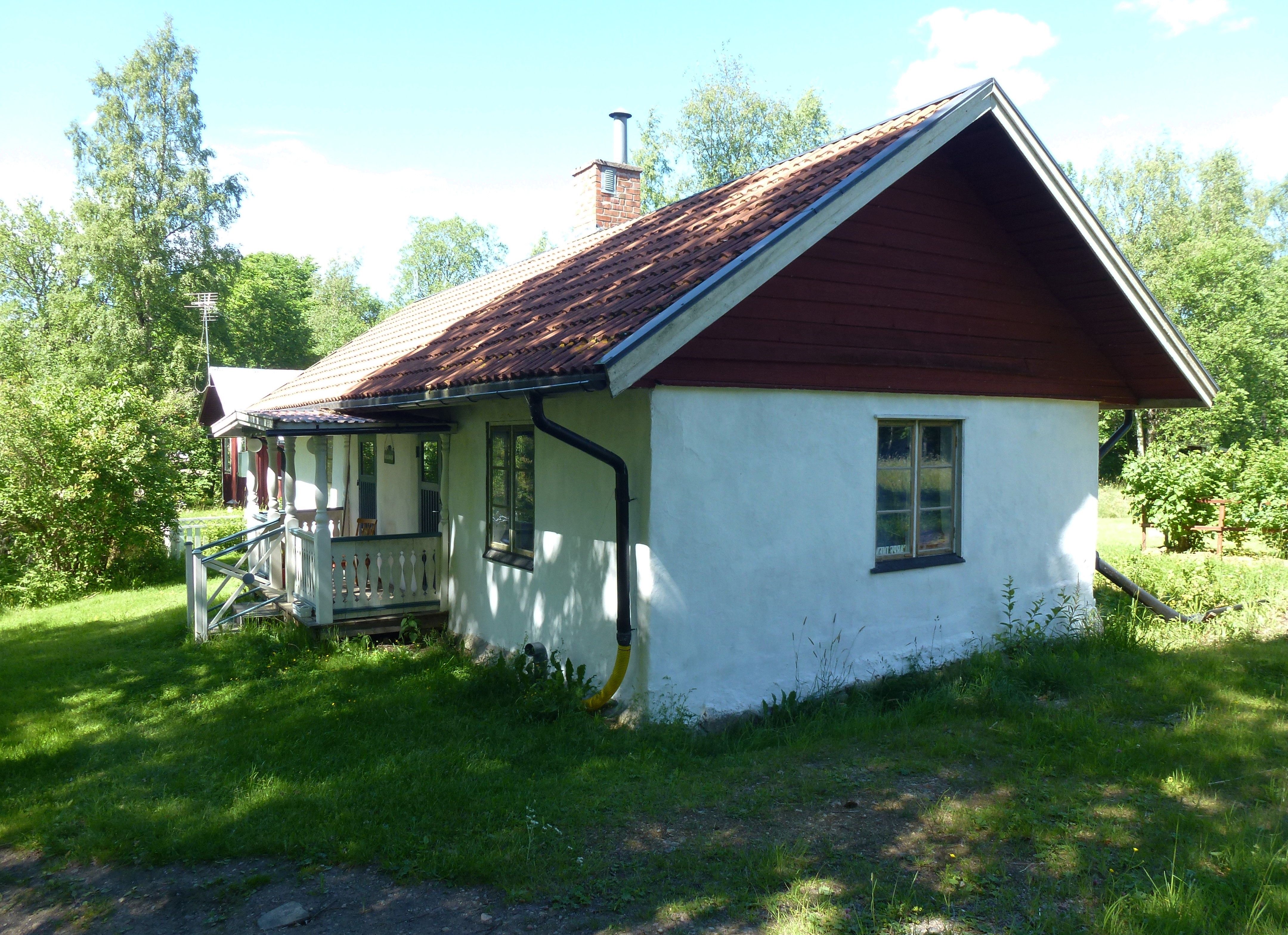
"Labbe"

## Bilder, Ulriksberg idag

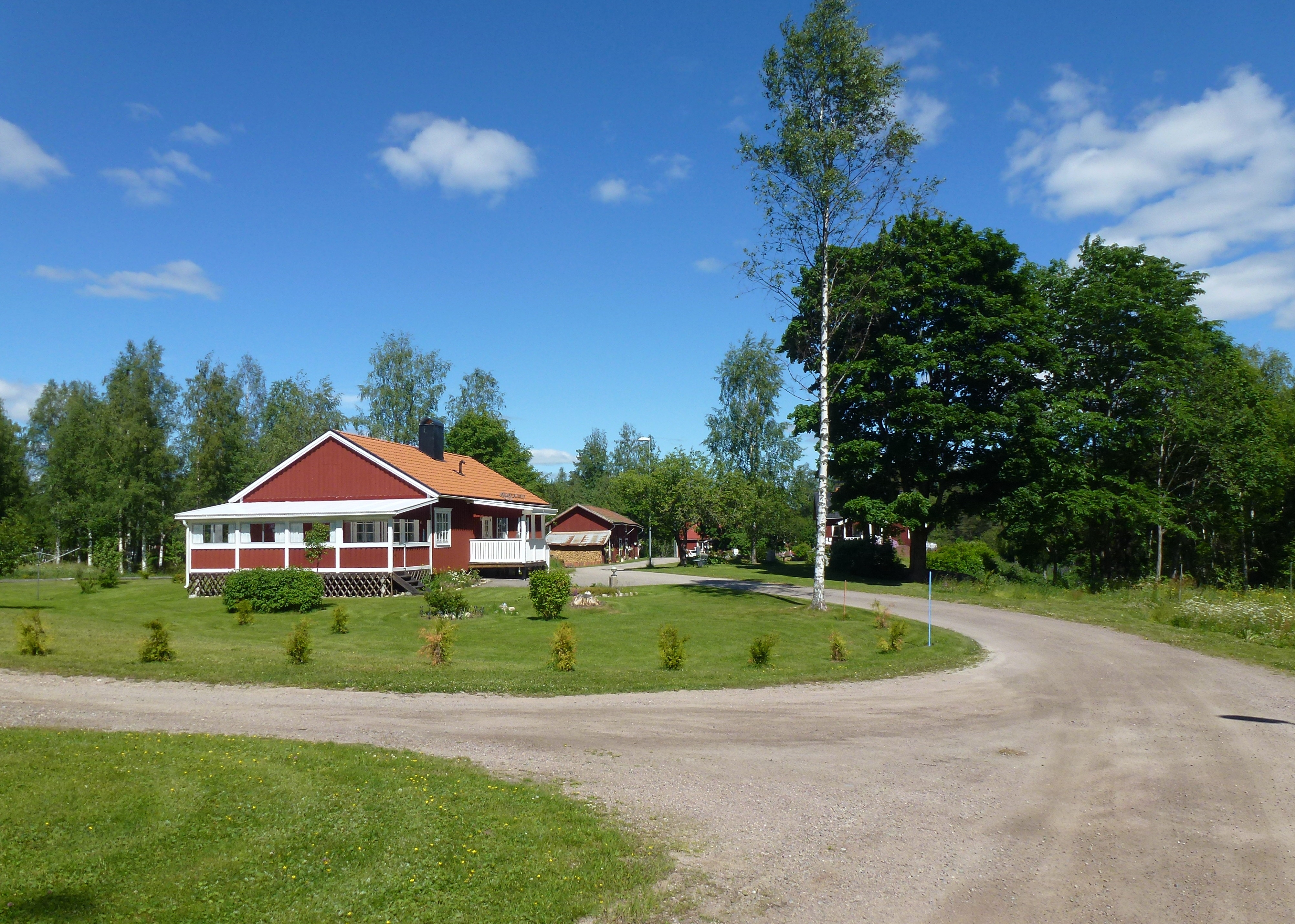
Permanentbebyggelsen
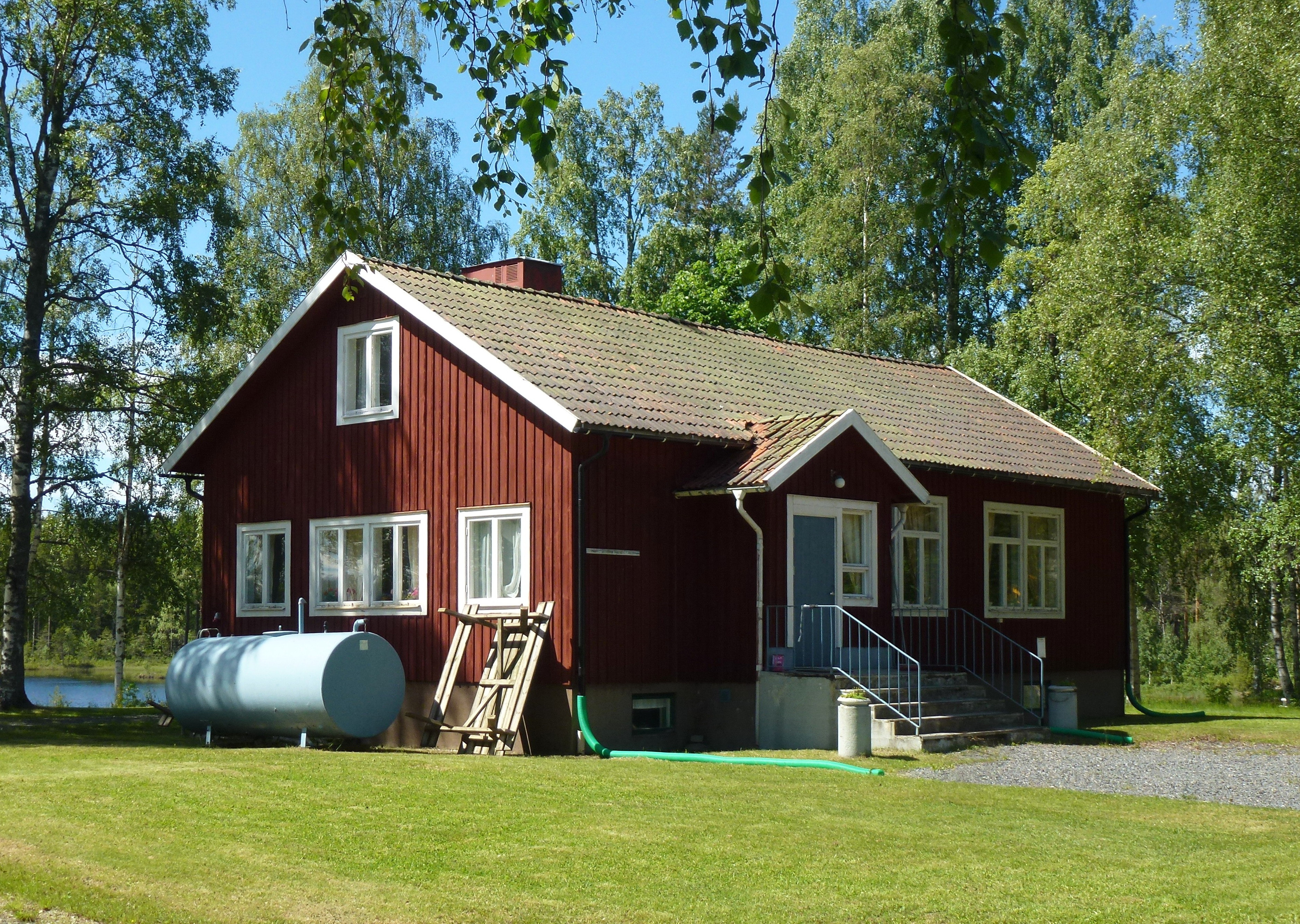
Bygdegården
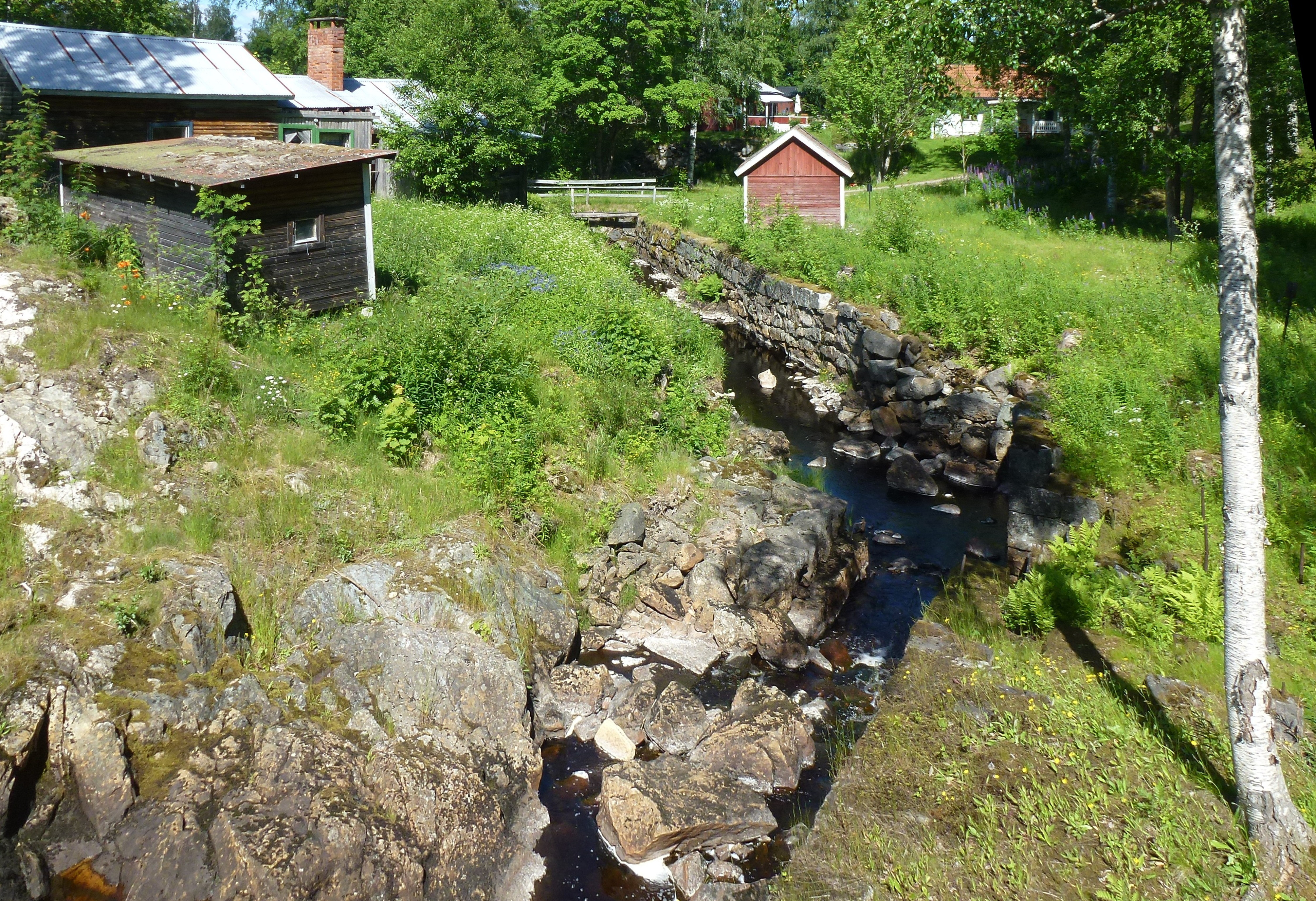
Dagens bebyggelse vid gamla sågen
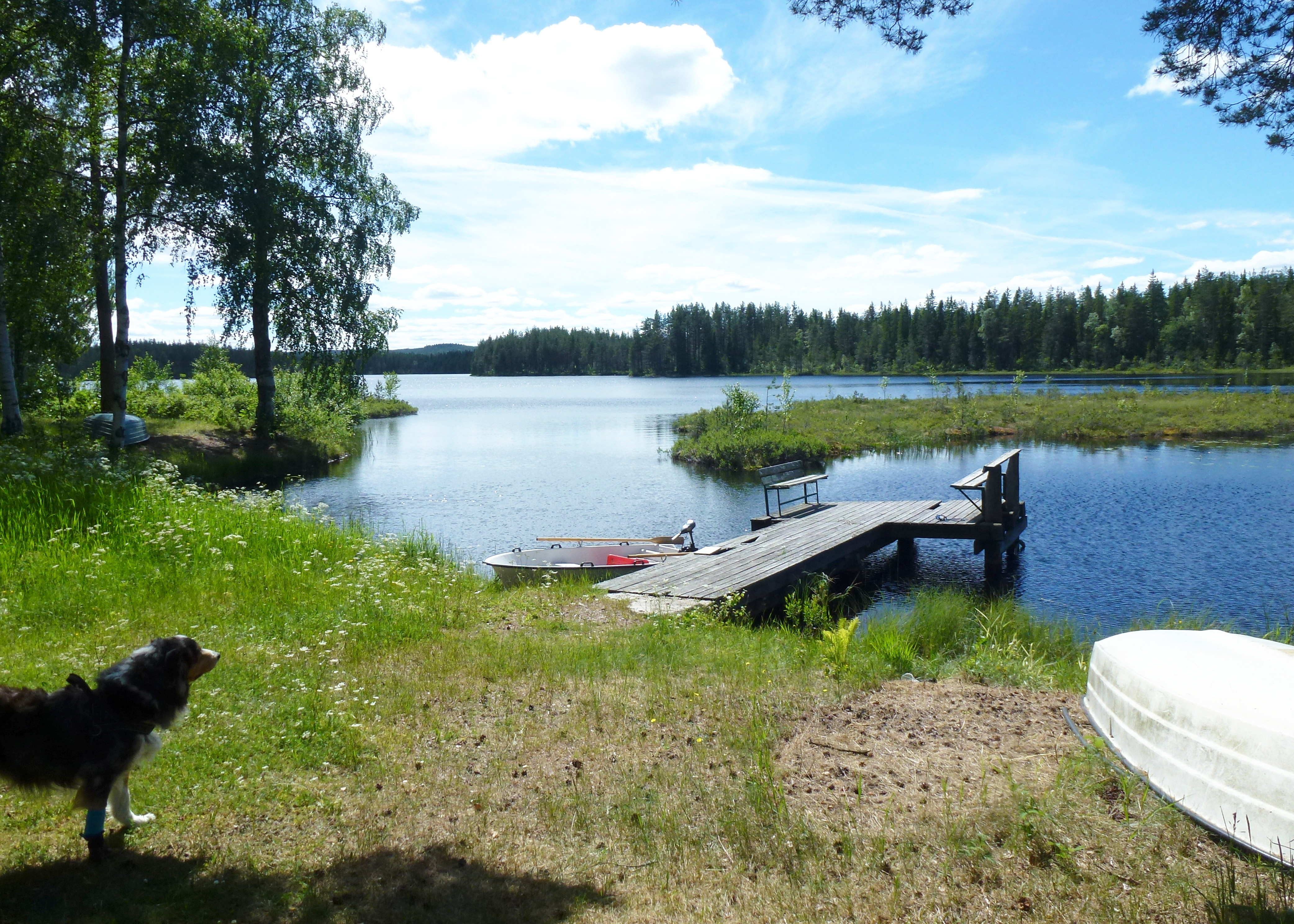
Hyttsjön